# La Lande-Saint-Léger
La Lande-Saint-Léger är en kommun i departementet Eure i regionen Normandie i norra Frankrike. Kommunen ligger i kantonen Beuzeville som tillhör arrondissementet Bernay. År 2022 hade La Lande-Saint-Léger 404 invånare.

## Befolkningsutveckling
Antalet invånare i kommunen La Lande-Saint-Léger
Referens:INSEE